# Coq au vin
Coq au vin (/ˌkoʊk oʊ ˈvæn/; phát âm tiếng Pháp: [kɔk o vɛ̃], "gà trống/gà với rượu vang") là một món ăn Pháp, với nguyên liệu thịt gà kho với rượu vang, miếng mỡ heo thái nhỏ, nấm, và tùy ý thích tỏi. Rượu vang Burgundy đỏ thường được dùng để kho chung với gà, mặc dù nhiều vùng của Pháp dùng những loại rượu địa phương: như Coq au vin jaune (Jura), Coq au Riesling (Alsace), Coq au pourpre hoặc Coq au violet (Beaujolais nouveau), Coq au Champagne.

## Bối cảnh
Như ở các nước châu Âu khác, ở Pháp, gia cầm, và đặc biệt là gà, cho đến tới thời hiện đại là loại thịt có giá cả phải chăng cho những người thường dân. Gà cần ít nhu cầu chăm sóc, rất dễ nuôi và rất tiện dụng. Ngoài ra, thịt gà đặc biệt dễ thấm hương vị thảo dược và gia vị. Sự phổ biến của gà là một loại thực phẩm căn bản được cho thấy qua câu nói của vua Henry IV, thường được trích dẫn: "Je veux que le dimanche chaque paysan ait son poulet au pot" ("Tôi chỉ mong muốn mỗi nông dân có một con gà trong nồi vào chủ nhật.") Cho đến nay, ẩm thực Pháp có vô số các món biến thể gà.
Cũng như với thịt lợn, thịt một con lợn đực có vị khác hơn lợn nái, thịt của một con gà trống , có hượng vị thơm mạnh hơn so với một con gà mái hay gà trống thiến và cũng khô hơn. Việc "nấu với rượu", mà phổ biến, với tất cả các loại nguyên liệu như là một biến thể của việc luộc gà mái làm súp, thích hợp với thịt khô hơn.

## Chế biến
Công thức nấu ăn chính thức dùng rượu vang đỏ (thường Bourgogne) để om, thịt lợn muối hoặc thịt xông khói thái nhỏ, nấm ăn, hành, thường với tỏi, và đôi khi brandy. Công thức nấu ăn với vin jaune có thể dùng morchella thay vì nấm trắng. Việc chuẩn bị cũng tương tự ở nhiều khía cạnh như bœuf bourguignon. Con gà được tẩm gia vị, đôi khi có rắc bột mì, chiên với mỡ và ninh trong rượu vang cho đến khi mềm. Các gia vị thông thường là muối, hạt tiêu, húng tây, rau mùi tây và lá nguyệt quế, thường ở dạng của một bó rau thơm. Nước sốt được làm đặc lại hoặc là với một hỗn hợp bột mì và mỡ được đun nóng hoặc bằng cách thêm máu lúc cuối.

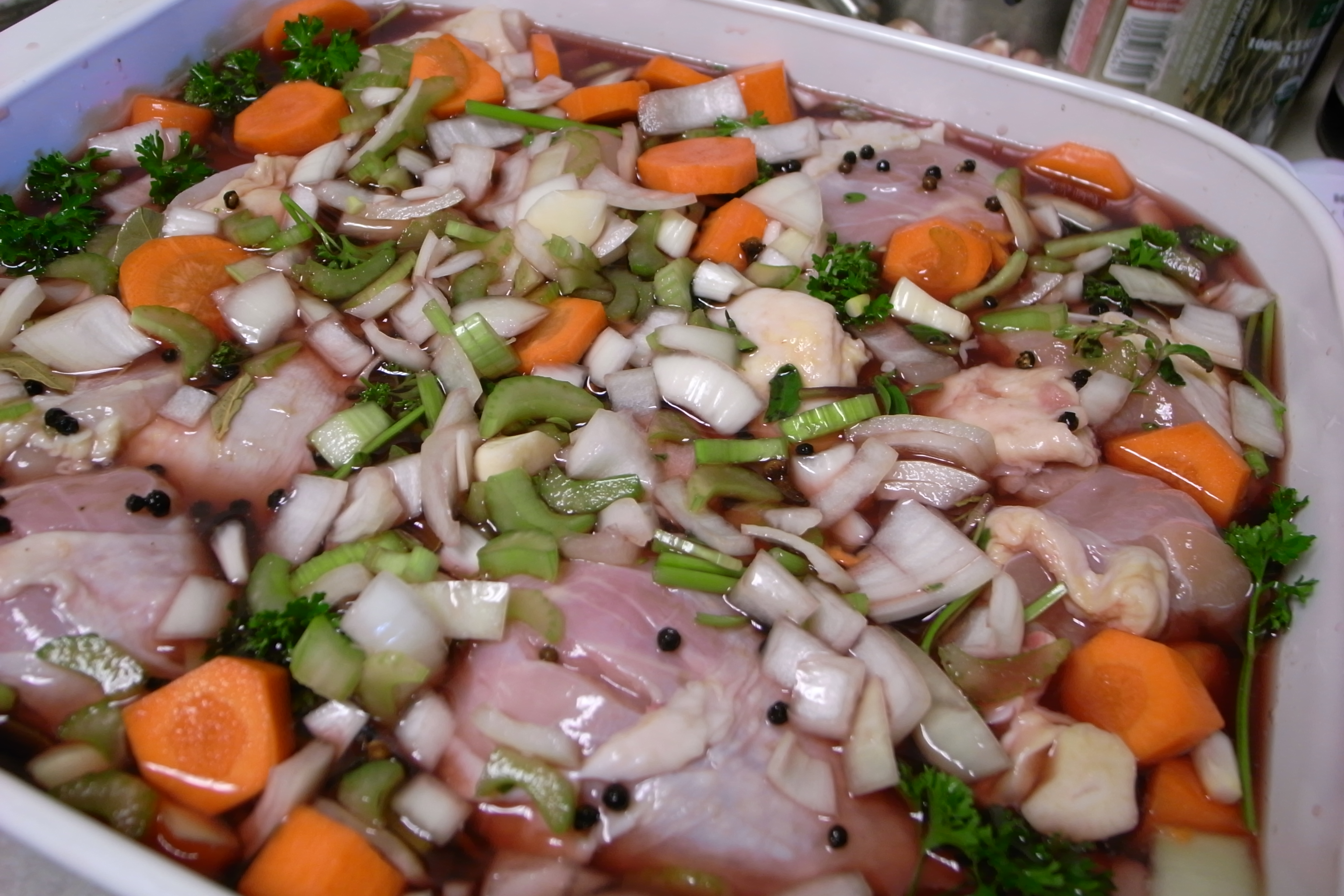
Các nguyên liệu của coq au vin trước khi nấu
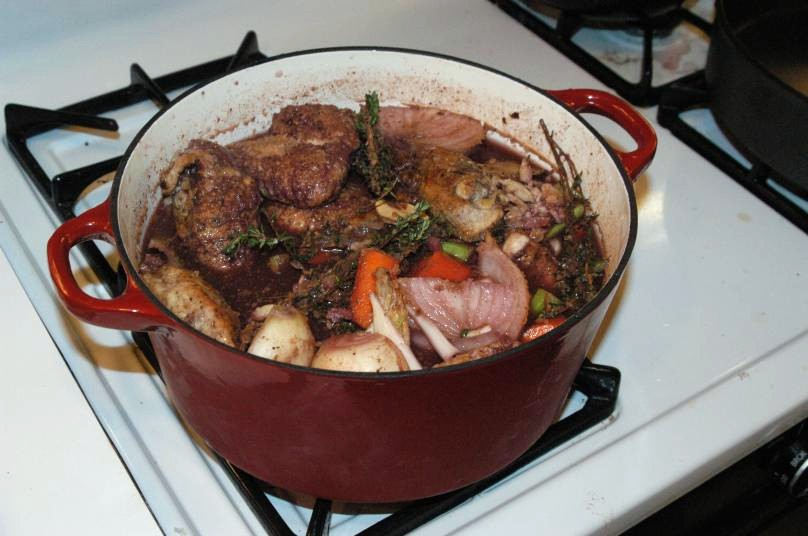
Các nguyên liệu trước khi om
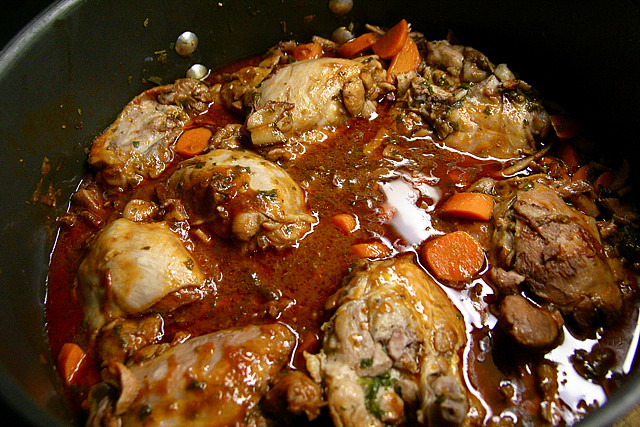
Coq au vin khi đang nấu
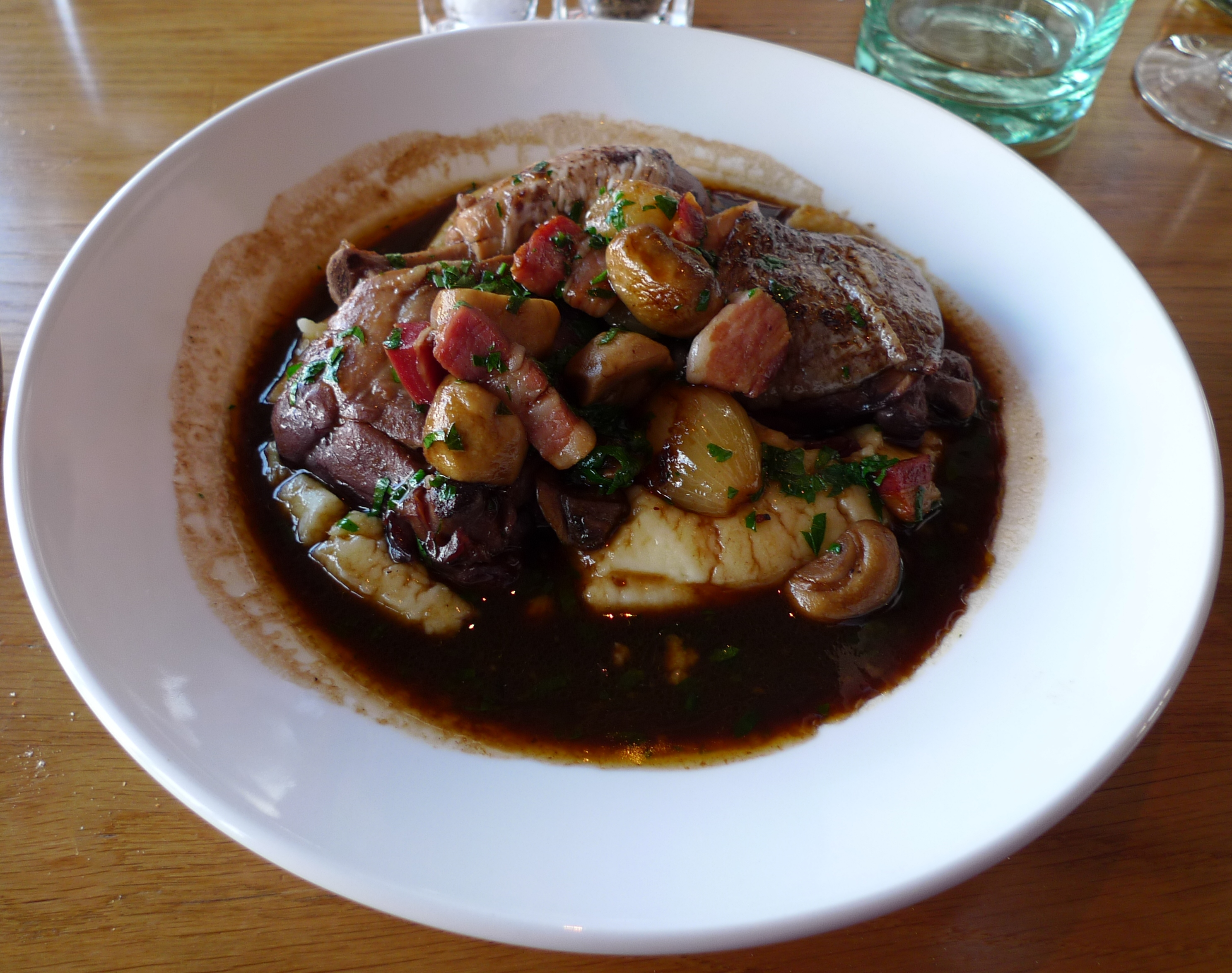
Coq au vin de Bourgogne